# Anna-Britta Hellbom

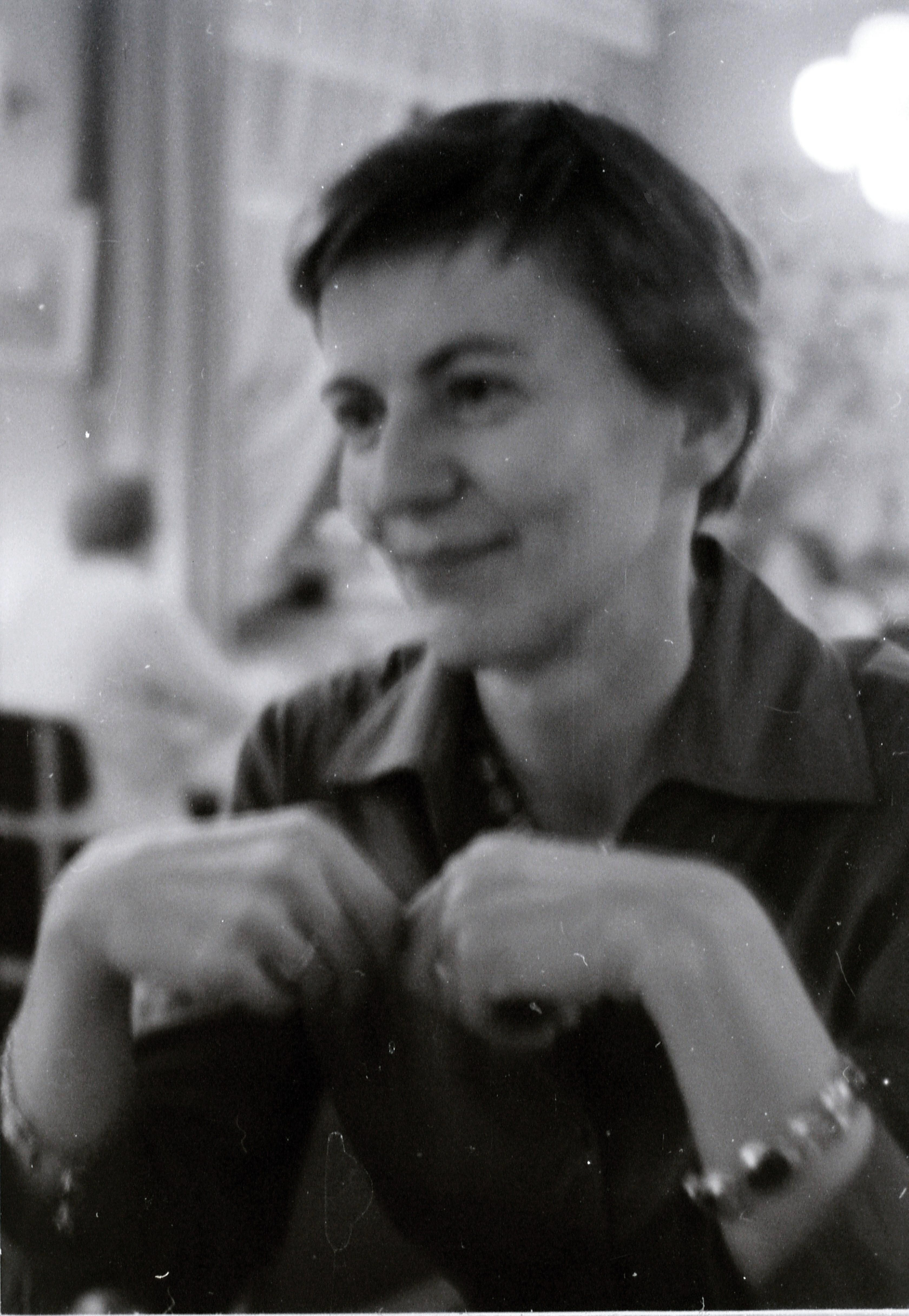
Anna-Britta Hellbom

Anna Britta Margareta Hellbom, född 25 juli 1919 i Uppsala, död 22 december 2004 i Oscars församling, Stockholm , var en svensk antropolog och amerikanist. 

## Biografi
Anna-Britta Hellbom kom från Skellefteå och tog studenten i Stockholm 1940. Hon fortsatte att studera i Madrid och lärde sig då också spanska vilket hon hade stor nytta av in sin fortsatta karriär som amerikanist. Tillbaks i Sverige studerade hon etnologi-folklivsforskning och etnografi vid Stockholms högskola.
Vid mitten av 1960-talet började hon arbeta vid Etnografiska museet med olika amanuenstjänster och 1 mars 1967 blev hon museets Amerika-intendent med ansvar för samlingarna från Amerika, en tjänst som hon sedan hade fram till sin pension 1985.
Sigvald Linné, känd för sina utgrävningar i Teotihuacan på 1930-talet, väckte Hellboms intresse för Mexiko och det var där som hon gjorde sitt etnografiska fältarbete. Detta ledde till hennes doktorsavhandling 1967 ”La Participacion Cultural de las Mujeres Indias y Mestizas en el Mexico PreCortesiano y Postrevulcionario”.
I flera sammanhang lyfte hon fram kvinnornas roll i den mexikanska kulturen och hon var kritisk till att den nutida situationen i Centralamerika inte belystes tillräckligt i böcker och utställningar om den mexikanska kulturen.
På Etnografiska museets finns flera samlingar från hennes fältarbeten.